# Saint-Gonnery
Saint-Gonnery település Franciaországban, Morbihan megyében. Lakosainak száma 1087 fő (2022. január 1.). Saint-Gonnery Hémonstoir, Loudéac, Saint-Maudan, Gueltas és Saint-Gérand-Croixanvec községekkel határos.

## Népesség
A település népessége az elmúlt években az alábbi módon változott:
| Lakosok száma | 771  | 865  | 865  | 1018 | 1074 | 1083 | 1090 | 1106 | 1100 | 1087 |
|               | 1968 | 1982 | 1990 | 2006 | 2013 | 2015 | 2017 | 2019 | 2020 | 2022 |